# Kyungsung Football Club
Il Kyungsung Football Club (in Hangŭl 경성 축구단) è stata una società calcistica coreana con sede a Seul attiva tra il 1933 e il 1953.

## Denominazione
- Dal 1933 al 1945: Kyungsung Football Club
- Dal 1945 al 1953: Seoul Football Club

## Storia
Fondato tra l'aprile e il maggio 1933 come squadra rappresentante della città di Kyungsung, il club ottenne l'iscrizione ad alcuni tornei organizzati dalla federazione giapponese riservati alle squadre coreane (l'All Joseon Football Tournament, di cui vinse le edizioni 1936 e 1937 e il match annuale con i rivali del Pyongyang FC) e alla Coppa dell'Imperatore di cui vinse l'edizione 1935 divenendo la prima ed unica squadra al di fuori dell'arcipelago nipponico a vincere un trofeo giapponese.
Con la conclusione della seconda guerra mondiale e del dominio giapponese sulla Corea la squadra, rinominatasi Seoul Football Club, fu iscritta alla federazione calcistica sudcoreana rimanendo attiva sino all'indomani dell'invasione nordcoreana della Corea del Sud.

## Colori e simboli

### Colori
I colori sociali della squadra erano il bianco e il rosso, con le divise costituite da una maglia rossa con una "V" bianca sul petto.
| Manica sinistra · Maglietta · Maglietta · Manica destra · Pantaloncini · Calzettoni |

## Strutture

### Stadio
Il Kyungsung FC disputava le proprie gare interne nel Dongdaemun Stadium, che all'epoca ospitava 16000 spettatori.

## Giocatori

### Il Kyungsung FC e le nazionali di calcio
Essendo stato iscritto a due federazioni calcistiche nazionali, nel corso della sua storia il Kyungsung FC ha avuto modo di fornire giocatori sia per la rappresentativa giapponese (in particolare nel periodo in cui vinse la Coppa dell'Imperatore), sia per quella sudcoreana: tra di essi vi è il centrocampista Kim Yong-Sik che, avendo militato nella squadra prima e dopo l'indipendenza della Corea del Sud dal Giappone, ha avuto modo di vestire la maglia di entrambe le Nazionali.

## Palmarès
- All Joseon Football Tournament: 5

1936, 1937
- Coppa dell'Imperatore: 1

1935

### Informazione storica
- Corea sotto il dominio giapponese
- Guerra di Corea

### Liste e riconoscimenti
- Albo d'oro della Coppa dell'Imperatore